# Zofka Kveder
Zofka Kveder (Ljubljana, 1878. április 22. – Zágráb, 1926. november 21.) író, drámaíró, fordító és újságíró, aki szlovénul, később horvátul is írt. Egyike az első szlovén feministáknak.

## Élete

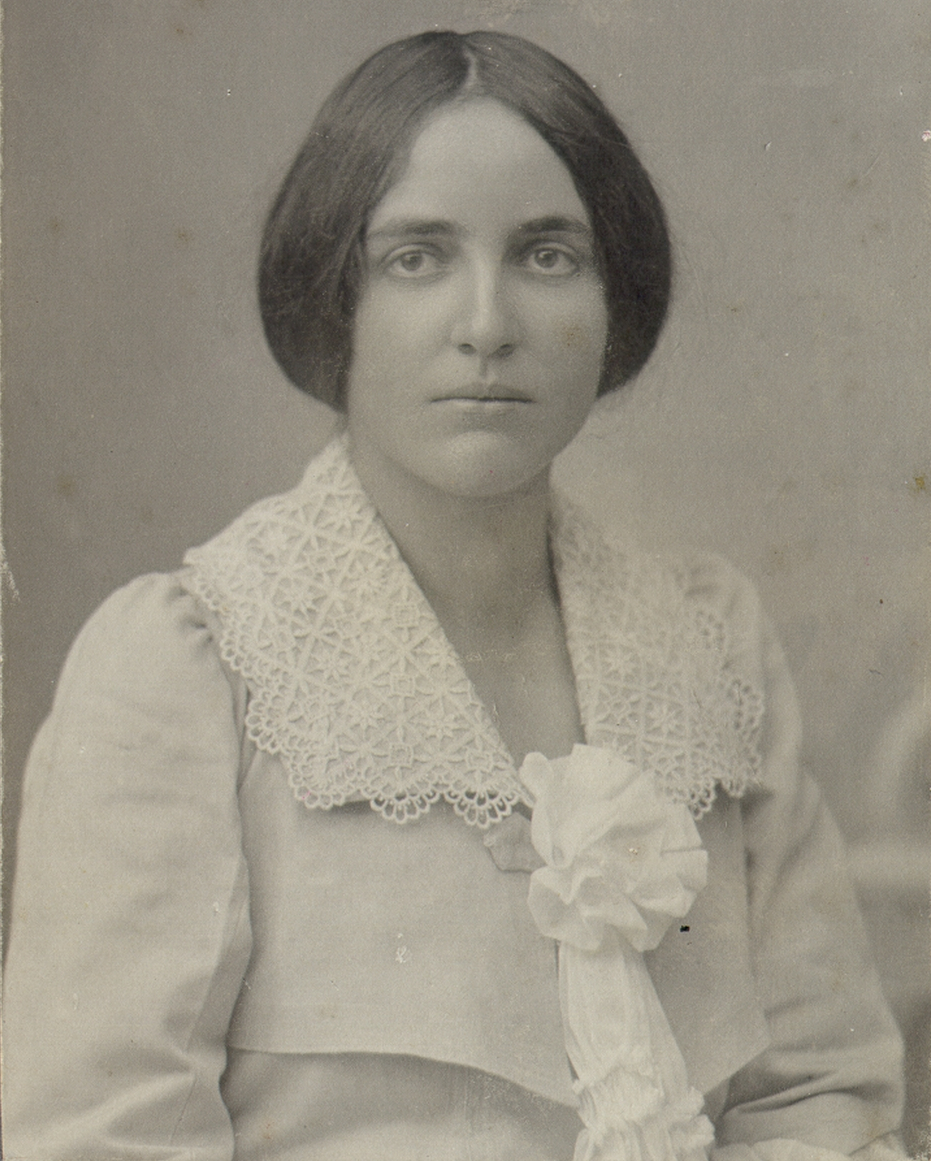
1900 körül

Ljubljanában született 1878. április 22-én. Az apja Janez Kveder vasutas, az anyja Neža Legat volt. Az apja nem maradt sokáig egy helyen, hajlamos volt az alkoholizmusra, ezért a család hamarosan elhagyta Ljubljanát és vidékre, Loski Potokba költözött. Zofka gyermekkorának nagy részét Alsó-Krajna tartományban töltötte, majd 1888-ban egy ljubljanai egyházi iskolába került. A tizenhat éves Zofka néhány hónapig elhagyta a családját, hogy titkárként dolgozzon egy földmérő irodában. Amikor hazatért, újabb problémákkal szembesült otthon, ezért ismét elhagyta a szüleit, most már örökre. 1897-ben munkát talált egy ljubljanai ügyvédi irodában. Jegyzeteket írt a nők helyzetéről, ideértve az egyenlőtlen fizetés és az egyetemi oktatás elérhetetlenségének kérdéseit is.
1899-ben először Triesztbe, majd Bernbe költözött, ahol beiratkozott az egyetemre, de anyagi okokból nem tudta elvégezni. 1900-ban Münchenbe, majd rövid idő múlva Prágába ment. Itt találkozott első férjével, Vladimir Jelovšekkel, egy horvát orvostudományi hallgatóval, modernista költővel. Prágában adta ki első novelláskötetét, Misterij žene (Egy nő rejtélye) címmel. A férjével és első gyermekével (Vladoš) 1906-ban Zágrábba költöztek. Újabb leánygyermekei (Maša és Mira) születtek, de Jelovšek hűtlensége miatt a házasságuk válságba került. 1914-ben elváltak, a válás után ugyanabban az évben feleségül vette Juraj Demetrović horvát publicista és politikus.
1917 és 1920 között közzétette a havonta megjelenő Ženski svijet-et (Nővilág), amelyet 1918-ban Jugoslavenska žená-ra (Jugoszláv Nő) neveztek el. 1921-ben kiadta és szerkesztette a Jugoszláv Nők Almanachját. A szlovén és a horvát mellett német és cseh nyelven is írt.
1919 februárjában Vladoš lánya meghalt Prágában, ami nagyon megrázta az édesanyát. Elkezdett könyvet írni Vladošról, de ezt a művét később megsemmisítette. A következő években számos betegség kínozta. Kveder szenvedélyes nőjogi aktivista volt, kezdetben közel állt a szocializmushoz, de az első világháború alatt a jugoszláv nacionalizmushoz fordult. A horvát értelmiségiek a hozzáállása miatt támadták. A férje, Juraj Demetrović, az akkori kormány egyik vezető politikusa volt, mint Horvátország képviselője. A férfi ideje nagy részét Belgrádban töltötte, így a házastársak elidegenedtek egymástól. Kapcsolatuk válsága közben az asszony öngyilkosságot követett el. Időben megmentették, de utána nem gyógyult meg. A halála előtt kiadta egy rövid narratív prózagyűjteményét. 
1926. november 21-én meghalt. A halál okának egy hivatalos nyilatkozat szívrohamot nevezett meg. A rokonok viszont azt állították, hogy az asszony megmérgezte magát. November 23-án temették el Zágrábban a Mirogoj temetőben.
A halála után számos, a lányaival kapcsolatos kiadott és még nem publikált művet tettek közzé. Életrajzát Milana Vuković Runjić írta meg, aki a horvát történelem fontos nőiről és életéről írt.
A leszármazottai közül többen Horvátországban élnek és alkotnak: unokái: a költő és író Sanja Pilić, a koreográfus Tihana Škrinjarić, valamint a fotós és rendező Vladimir Spindler.

## Művei

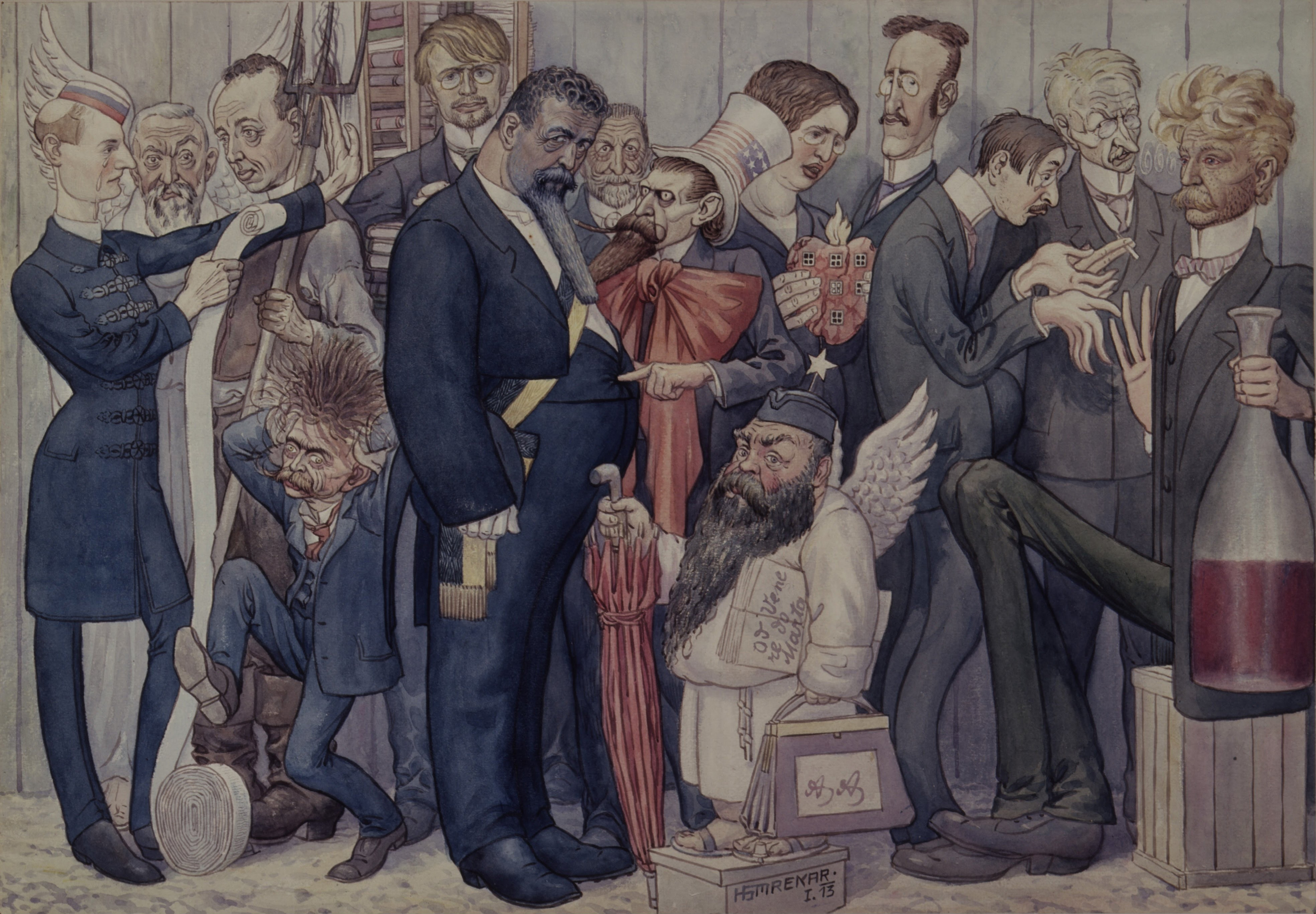
Szlovén írók társaságában

### Narratív próza
- Zbrano delo Zofke Kveder (Zofka Kveder összegyűjtött munkája)
- Misterij žene (1900) Egy nő rejtélye
- Odsevi (1902) Gondolatok
- Iz naših krajev (1903) A mi helyünkről
- Iskre (1905) Szikra
- Njeno življenje (1914 és 1918) Annak az élete
- Vladka in Mitka (1927) Vladka és Mitka
- Vladka, Mitka in Mirica (1928) Vladka, Mitka és Mirica
- Hanka (1938)
- Veliki in mali ljudje (1960) Nagy és kis emberek
- Odsevi (1970) Gondolatok

### Drámák
- Zbrano delo Zofke Kveder (Zofka Kveder összegyűjtött munkája)
- Ljubezen (1901) Szerelem
- Amerikanci (1908) Az amerikaiak
- Arditi na otoku Krku (1922) Arditi a Krk-szigeten

## A stílusa

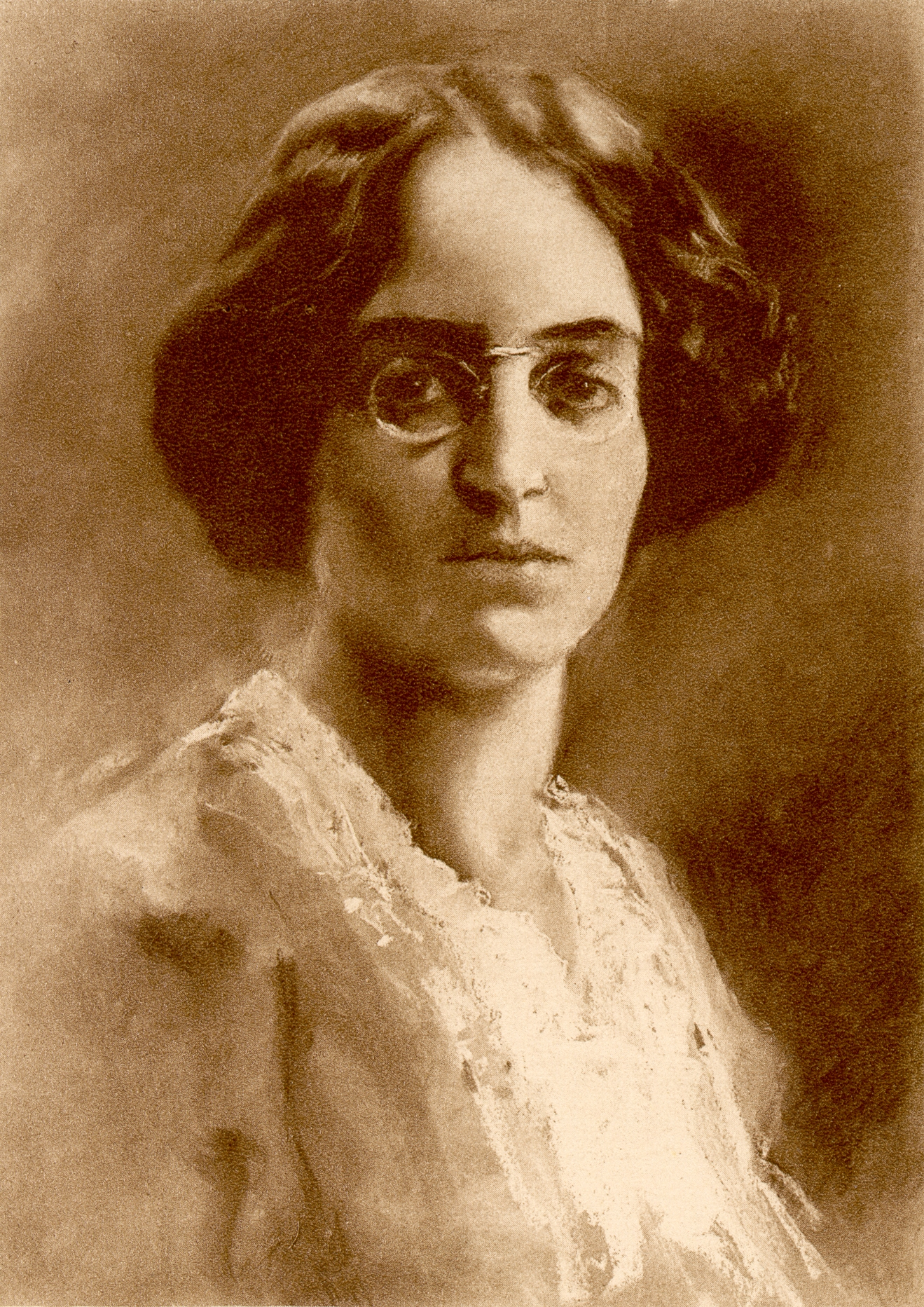
Portré

Az írónő eredetisége abban rejlett, hogy bevezetett olyan témákat, mint az abortusz, a nők elleni erőszak és az öngyilkosság. Ezeket korábban a szlovén irodalomban nem tartották megfelelőnek. Ráadásul könyörtelenséggel, pontossággal és őszintén írt róluk, az írásait a naturalizmus jellemezte. Megtalálta a kellemetlenségek esztétikáját és a sokkolás vágyát. A kritikusok és irodalomtörténészek akkoriban bírálták a nők életéről ábrázolt képeiért. Ezek a megoldások addig ritkán szerepeltek az elismert irodalomban.
Újságírói és irodalmi írásaiban folyamatosan hangsúlyozta azokat a problémákat, amelyekkel különösen a szegény fiatal lányok szembesültek, akik tanulni akartak. A saját sorsából tudta, hogy többségük számára lezárták a felsőoktatáshoz vezető utat. A mindennapi életben a túlélésért folytatott harcuk elvette az ilyen tanulmányok elvégzéséhez szükséges energiát és erőt. A tradicionális női modellt is elutasította. Konkrét lehetőségek iránt érdeklődött, amelyek lehetővé teszik a nők számára, hogy legyőzzék hátrányos helyzetüket. Megváltoztathassák a saját testükkel fennálló kapcsolatukat, és legyőzzék a bűntudatot, a haszontalanság érzetét, amely az identitás széteséséhez vagy akár halálhoz vezethet.
Előadásokat tartott az olvasók számára az anyaságról, a női identitásról és a szexuális vágy feltárásáról. Írásai tükrözték a német szerzők munkáiban megfigyelhető szélesebb trendeket. Egész élete során következetesen a modern nők emancipációjának megvalósításán dolgozott.

## A feminista

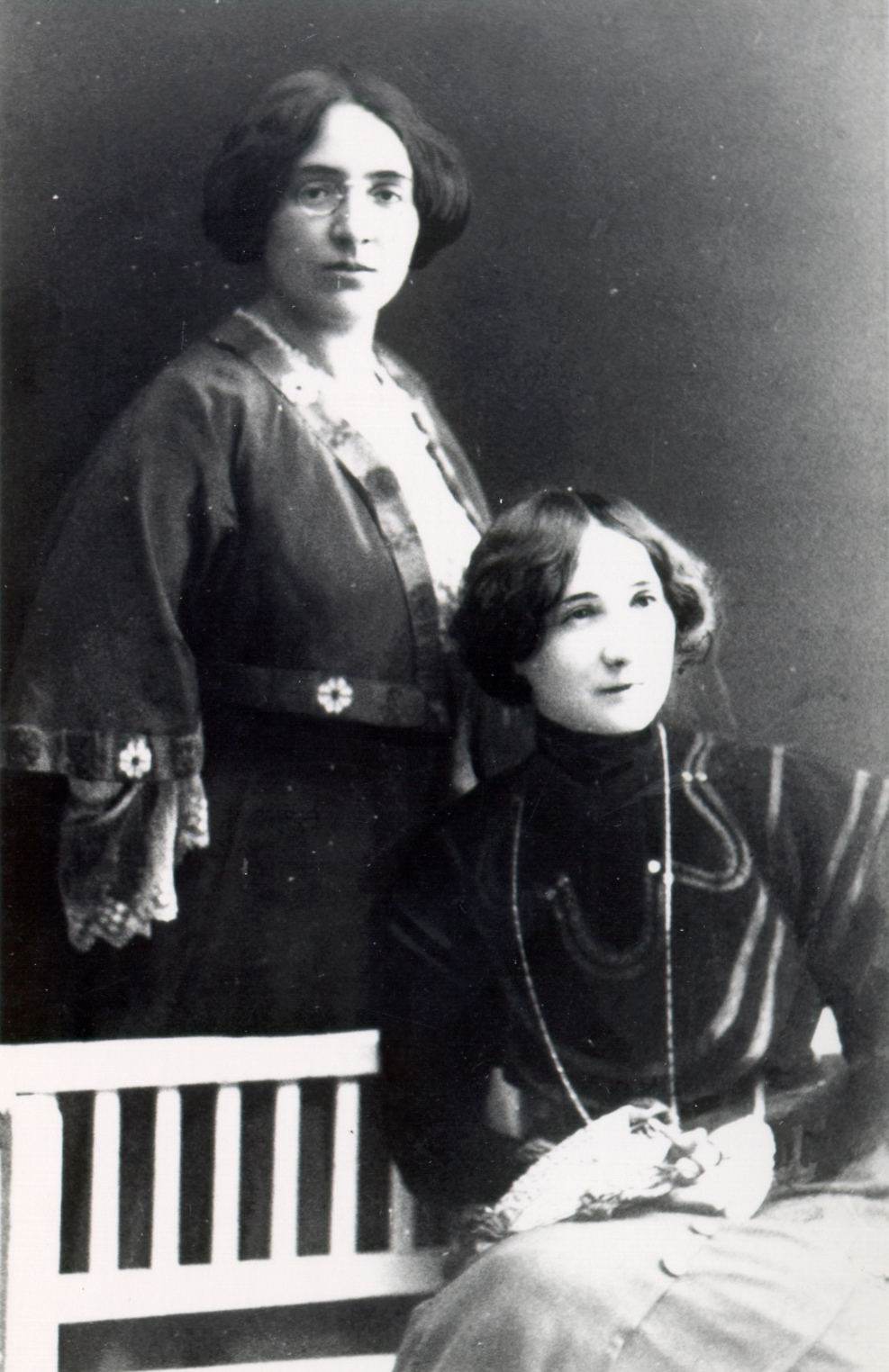
1926-ban

Kveder Zofkát a munkája tette a szlovén feminista mozgalom egyik vezetőjévé. Munkái tükrözték az akkori európai feminista irodalom általános tendenciáit. Az írásai eredetileg a nőkről szóltak. Az első történetei, amelyek az élet friss emlékeiről készültek, tele voltak fájdalommal és szenvedéssel. A későbbiek, különösen a nagy formátumú művei a többoldalú női természetet ábrázolták.
Kapcsolatba került a híres európai feministákkal, amikor a berni egyetemen tanult. Kveder beszédet mondott a Szlovén Nők Általános Szövetsége alapító közgyűlésén, szót emelt a nők egyenjogúságának kérdésében.
1915-ben megválasztották Horvátország küldöttének, hogy részt vegyen a Nemzetközi Női Kongresszuson, de a terhessége nem engedte, hogy elmenjen a rendezvényre.

## Fordítás
- Ez a szócikk részben vagy egészben  a   Zofka Kveder című szlovén Wikipédia-szócikk ezen változatának fordításán alapul.  Az eredeti cikk szerkesztőit annak laptörténete sorolja fel. Ez a jelzés csupán a megfogalmazás eredetét és a szerzői jogokat jelzi, nem szolgál a cikkben szereplő információk forrásmegjelöléseként.